# Finał Pucharu Polski w piłce nożnej 1955
Finał Pucharu Polski w piłce nożnej 1955 – mecz piłkarski kończący rozgrywki Pucharu Polski 1954/1955 oraz mający na celu wyłonienie triumfatora tych rozgrywek, który został rozegrany 29 września 1955 roku na Stadionie Wojska Polskiego w Warszawie, pomiędzy CWKS Warszawa a Lechią Gdańsk. Trofeum po raz 1. wywalczył CWKS Warszawa.

## Droga do finału
| CWKS Warszawa | CWKS Warszawa           | CWKS Warszawa | Runda       | Lechia Gdańsk | Lechia Gdańsk      | Lechia Gdańsk |
| Data          | Przeciwnik              | Wynik         | Runda       | Data          | Przeciwnik         | Wynik         |
| ------------- | ----------------------- | ------------- | ----------- | ------------- | ------------------ | ------------- |
| 16.03.1955    | Stal Skarżysko-Kamienna | 3:2           | 1/16 finału | 06.03.1955    | Sandecja Nowy Sącz | 3:2           |
| 28.04.1955    | Cracovia                | 3:2           | 1/8 finału  | 28.04.1955    | Gwardia Kraków     | 1:0           |
| 02.06.1955    | Polonia Warszawa        | 2:1           | Ćwierćfinał | 02.06.1955    | Gwardia Warszawa   | 2:1 pd        |
| 15.06.1955    | Górnik Wałbrzych        | 6:1           | Półfinał    | 13.06.1956    | Budowlani Opole    | 2:0           |

## Tło
W finale rozgrywek zmierzyli się ze sobą CWKS Warszawa i Lechia Gdańsk. Mecz był transmitowany w Programie II Polskiego Radia.

## Mecz

### Przebieg meczu
Mecz odbył się 29 września 1955 roku o godz. 17:00 na Stadionie Wojska Polskiego w Warszawie, na stadionie domowym CWKS Warszawa. Sędzia głównym spotkania był Franciszek Fronczyk. Pierwszy gol w meczu zostaje zdobyty już w 2. minucie po akcji przez zawodnika drużyny Wojskowych, Lucjana Brychczego do Henryka Kempnego, który swoim strzałem pokonał bramkarza drużyny przeciwnej, Henryka Gronowskiego. W 8. minucie ten sam zawodnik zdobywa drugiego gola z rzutu rożnego. W 32. minucie po podaniu Henryka Kempnego do Ernest Pol podwyższa wynik na 3:0. W 35. minucie bramkarz Lechii Gdańsk Henryk Gronowski odniósł kontuzję i został zastąpiony przez Marcina Potrykusa, który popełniał mnóstwo błędów w meczu, a w 38. minucie drużyna Wojskowych mogła podwyższyć wynik na 4:0, jednak piłka trafiła w słupek.
W 52. minucie zawodnik drużyny Wojskowych Andrzej Cehelik rozegrał dobrą akcję lewym skrzydłem, podając prostopadle do Lucjana Brychczego, który zagrał piłkę do Henryka Kempnego, który wkrótce zdobył hat tricka w tym meczu. W 59. minucie Lechia Gdańsk po akcji w rzutu rożnego miała szansę na zdobycie honorowego gola, jednak napastnicy klubu nie umieli odpowiednio wykorzystać okazji. W 75. minucie zawodnik drużyny Wojskowych Jerzy Słaboszowski po silnym strzale z rzutu wolnego ustala wynik meczu na 5:0. W 89. minucie piłkę do siatki skierował zawodnik drużyny Wojskowych Longin Janeczek, jednak chwilę wcześniej sędzia odgwizdał spalonego.

### Szczegóły meczu
| 29 września 1955 17:00 | CWKS Warszawa · Kempny 2', 8', 52' · Pol 32' · Słaboszowski 75' | 5:03:0Raport | Lechia Gdańsk | Stadion Wojska Polskiego, Warszawa Widzów: 12 000 Sędzia: Franciszek Fronczyk (Tarnów) |
|                        |                                                                 |              |               |                                                                                        |

| CWKS WARSZAWA |  |                     |  |     |
|               |  |                     |  |     |
| BR            |  | Edward Szymkowiak   |  |     |
| OB            |  | Jerzy Jan Woźniak   |  |     |
| OB            |  | Jerzy Słaboszowski  |  |     |
| OB            |  | Horst Mahseli       |  |     |
| OB            |  | Marceli Strzykalski |  |     |
| PO            |  | Henryk Kempny       |  | 65' |
| PO            |  | Zygmunt Pieda       |  |     |
| PO            |  | Edmund Kowal        |  |     |
| NA            |  | Lucjan Brychczy     |  |     |
| NA            |  | Andrzej Cehelik     |  |     |
| NA            |  | Ernest Pol          |  |     |
| Rezerwowi:    |  |                     |  |     |
| PO            |  | Longin Janeczek     |  | 65' |
| Trener:       |  |                     |  |     |
| János Steiner |  |                     |  |     |

| LECHIA GDAŃSK |  |                   |  |     |
|               |  |                   |  |     |
| BR            |  | Henryk Gronowski  |  | 46' |
| OB            |  | Hubert Kusz       |  |     |
| OB            |  | Roman Korynt      |  |     |
| OB            |  | Czesław Lenc      |  |     |
| OB            |  | Jerzy Czubała     |  |     |
| PO            |  | Jerzy Kaleta      |  |     |
| PO            |  | Robert Gronowski  |  |     |
| PO            |  | Waldemar Jarczyk  |  |     |
| NA            |  | Władysław Musiał  |  |     |
| NA            |  | Czesław Nowicki   |  | 46' |
| NA            |  | Roman Rogocz      |  |     |
| Rezerwowi:    |  |                   |  |     |
| BR            |  | Marcin Potrykus   |  | 65' |
| NA            |  | Alfred Kobylański |  | 65' |
| Trener:       |  |                   |  |     |
| Tadeusz Foryś |  |                   |  |     |

| Puchar Polski w piłce nożnej 1954/1955 Zwycięzcy |
| ------------------------------------------------ |
| CWKS Warszawa 1. Tytuł                           |

## Po meczu
Triumfatorem rozgrywek został CWKS Warszawa. Trofeum wręczył przewodniczący GKKF Włodzimierz Reczek w asyście przewodniczącego sekcji piłki nożnej, Władysława Rajkowskiego oraz naczelnika wydziału piłki nożnej Ryszarda Łysakowskiego kapitanowi zwycięskiego klubu, Zygmuntowi Piedzie.
13 listopada 1955 roku w ostatniej, 22. kolejce I ligi wygrał na wyjeździe 5:1 z Włókniarzem Łódź i zdobył mistrzostwo Polski zostając tym samym pierwszym polskim klubem piłkarskim, który zdobył krajowy dublet.